# Aptostichus stephencolberti
Aptostichus stephencolberti es una especie de araña migalomorfa del género Aptostichus, familia Euctenizidae. Fue descrita científicamente por Bond en 2008.
Habita en los Estados Unidos.

## Araña
Aptostichus stephencolberti se encuentra en las dunas costeras que se extienden desde el área de Big Sur hasta la península de San Francisco en Point Lobos y Golden Gate. En comparación con especies estrechamente relacionadas como Aptostichus angelinajolieae, es de color más claro. El holotipo masculino y el paratipo femenino tienen patas, caparazón y quelíceros de color amarillo parduzco, mientras que el abdomen es más claro con rayas oscuras. El macho tiene seis dientes, mientras que la hembra tiene cinco.